# Melanagromyza arnicarum
Melanagromyza arnicarum är en tvåvingeart som beskrevs av Erich Martin Hering 1942. Melanagromyza arnicarum ingår i släktet Melanagromyza och familjen minerarflugor. Inga underarter finns listade i Catalogue of Life.